# Joachim Groth
Joachim Groth (* 1952 in Rostock; † 2007) war ein hauptamtlicher Mitarbeiter des Ministeriums für Staatssicherheit, der als Untersuchungsführer im Stasi-Untersuchungsgefängnis Berlin-Hohenschönhausen tätig war.

## Leben
Joachim Groth besuchte zunächst als Boxer die Kinder- und Jugendsportschule in Güstrow. Da er die Anforderungen zum Olympiakader nicht erreichte, wechselte er an eine normale EOS in Rostock. Nach dem Abitur trat Groth 1971 in den Dienst der Staatssicherheit, wo er zunächst im Wachdienst der Bezirksverwaltung Rostock eingesetzt wurde. Im Freundes- und Bekanntenkreis dagegen hielt er zunächst die Legende aufrecht, er habe seinen Wehrdienst bei der NVA absolviert und danach ein Studium an der Humboldt-Universität zu Berlin begonnen.
1973 wurde Groth Untersuchungsführer und Vernehmer der Stasi-Untersuchungsabteilung (Hauptabteilung IX) im Stasi-Gefängnis Berlin-Hohenschönhausen, wo er bei der HA IX/2 mit der Bekämpfung der „politischen Untergrundtätigkeit“ beschäftigt war. Groth verhörte in dieser Funktion unter anderem den Schriftsteller Jürgen Fuchs, die Oppositionelle Bärbel Bohley und den SED-Kritiker Rudolf Bahro. Der Bahro-Biograf Guntolf Herzberg beschreibt Groth als intelligent, arrogant-freundlich und gelegentlich zynisch, von dem in der DDR verhafteten Westdeutschen Jörg Kürschner wurde Groth als „smarter Typ, gut gekleidet, freundlich im Umgang“ beschrieben. In seinen Methoden sei er aber „ein Schwein“ gewesen. Ab 1975 wurde der mit dem Ehepaar Christel und Günter Guillaume weitläufig verwandte Groth vorübergehend als Betreuer und Überwacher des damals 18-jährigen Pierre Guillaume eingesetzt, der nach der Verhaftung seiner Eltern als MfS-Spione in die DDR übergesiedelt war. Groth führte sich bei Pierre Guillaume als „Groß-Groß-Cousin“ ein und hielt auch ihm gegenüber an seiner Tarn-Legende fest.
Aufgrund seiner hohen Intelligenz machte der im MfS als geltungsbedürftig und hochmütig geltende Groth zügig Karriere. Im Oktober 1977 wurde der bisherige Oberfeldwebel zum Unterleutnant befördert. Im Oktober 1979 wurde er Leutnant, zwei Jahre später Oberleutnant. 1978 begann Groth ein Fernstudium der Rechtswissenschaft an der Humboldt-Universität auf, wurde Dr. jur. und im Mai 1984 Referatsleiter. Danach folgte innerhalb weniger Monate ein schneller Abstieg: Groth hatte schon seit Jahren viel getrunken. Nachdem auch seine Ehe gescheitert war, machten sich seine privaten Probleme bei der MfS-Arbeit bemerkbar. „Übermäßiger Alkoholgenuß, Selbstüberschätzung, Überheblichkeit und Arroganz“, vermerkte die Kaderabteilung des MfS. Bemängelt wurden „Erscheinungen der Nichteinhaltung von Untersuchungsprinzipien, der Oberflächlichkeit, der mangelnden politisch-ideologischen Einflussnahme auf die ihm unterstellten Angehörigen sowie Anzeichen von Unehrlichkeit“. Nach einer Untersuchung durch den Zentralmedizinischen Dienst (ZMD) sollte sich Groth einer Gruppentherapie im Krankenhaus des MfS in Berlin-Buch unterziehen. Stattdessen stellte er aber ein  „Gesuch auf Entpflichtung“, woraufhin im März 1985 wegen „Nichteignung für den Dienst im MfS“ die Entlassung erfolgte.
In den folgenden Jahren hatte Groth in der Industrie und im Handel mehrere vom MfS vermittelte Arbeitsstellen, die er aber ohne Rücksprache aufgab. Da das MfS vermutete, Groth habe „Kontakte zum politischen Untergrund und zu kirchlichen Kreisen“ aufgenommen, wurde gegen ihn eine Operative Personenkontrolle (OPK „Hannes“) in Gang gesetzt und eine Haussuchung durchgeführt. Nachdem Groth am 1. März 1989 die Ständige Vertretung der Bundesrepublik aufgesucht hatte, wurde er von seinen ehemaligen Kollegen vernommen. Als Groth danach abtauchte, wurde gegen ihn eine „Ausreisesperre und Fahndung mit Festnahme“ verhängt. Im September 1989 wurde er von der Volkspolizei verhaftet und dem MfS überstellt, aber umgehend wieder freigelassen. Damit enden die ihn betreffenden Akten.
Nach der Wiedervereinigung tauchte Groth erneut vorübergehend unter, da unter anderem wegen einer Anzeige des in der DDR verurteilten Jörg Kürschner gegen ihn ermittelt wurde. Später wurde er mehrfach von Wissenschaftlern sowie Betroffenen befragt und suchte auch selbst Kontakt, so zu Rudolf Bahro.

## Weblink
- Kurzbiografie Joachim Groth (Memento vom 2. September 2013 im Internet Archive)